# Tetrastigma kunstleri
Tetrastigma kunstleri là một loài thực vật hai lá mầm trong họ Nho. Loài này được (King) Craib miêu tả khoa học đầu tiên năm 1926.